# Nesticella nepalensis
Espèce
Synonymes
- Nesticus nepalensis Hubert, 1973

Nesticella nepalensis est une espèce d'araignées aranéomorphes de la famille des Nesticidae.

## Distribution
Cette espèce est endémique du Népal.

## Étymologie
Son nom d'espèce, composé de nepal et du suffixe latin -ensis, « qui vit dans, qui habite », lui a été donné en référence au lieu de sa découverte, le Népal.

## Publication originale
- Hubert, 1973 : Araignées du Népal, II. Nesticus nepalensis n. sp. (Arachnida: Nesticidae). Senckenbergiana Biologica, vol. 54, p. 165-16.